# Чёрный осьминог
«Чёрный осьминог» (исп. El pulpo negro) — аргентинский телесериал в жанре триллера и детектива. 13 серий общей продолжительностью 10 часов 24 минуты были показаны 2 мая — 25 июля 1985 года. 

## Сюжет
Эктор де Родас, представляющийся автором детективных романов, выявляет криминальное прошлое четырёх респектабельных людей и нанимает их, чтобы убить четырёх человек, выбранных наугад — якобы для того, чтобы написать книгу об идеальном преступлении. Убийцы должны оставлять на трупе маленькую резиновую игрушку — чёрного осьминога. Однако это лишь начало длинной череды убийств. Расследованием преступлений занимаются шеф полиции Алехандро Мендоса и частный детектив Маркос де ла Ос.

## Создатели
- Режиссёр — Марта Регуера
- Сценарист — Луис Мурильо
- Продюсеры — Марта Регуера, Альберто Марчини

## В ролях
- Нарсисо Ибаньес Мента (русский дубляж: Всеволод Абдулов[1]) — Эктор де Родас
- Беатрис Диа Кирога — Марта, любовница де Родаса
- Оскар Ферриньо — Алехандро Мендоса
- Хуан Карлос Гальван — Маркос де ла Ос
- Умберто Серрано — участник радиопередачи

## Приём
Сериал побил все рекорды популярности в Аргентине в 1980-х годах. Писатель и кинокритик  Анхель Фаретта посчитал сериал прорывным для аргентинского телевидения, отметив его изысканный стиль, переходящий в «развязный гран-гиньоль». На 71-м Каннском кинофестивале 2018 года было анонсировано создание ремейков оригинального сериала 1985 года в виде полнометражного фильма и нового сериала.